# Sonata para violín n.º 29 (Mozart)
La Sonata para violín n.º 29 en la mayor, K. 402/385e, fue compuesta por Wolfgang Amadeus Mozart en Viena en 1782.

## Estructura
La obra está incompleta, conservándose únicamente los dos primeros movimientos de los tres que tenía:
1. Andante, ma un poco adagio
2. Fuga, allegro moderato

La interpretación del fragmento conservado suele durar unos diez minutos.